# Philippe Chamayou
Pour les articles homonymes, voir Chamayou.
Pas d'image ? Cliquez ici

a Compétitions nationales et continentales officielles uniquement.

Philippe Chamayou, né le 23 octobre 1962 à Béziers, est un joueur de rugby à XV, qui a joué avec l'Association sportive de Béziers Hérault, évoluant au poste de troisième ligne aile.

## Carrière
Il joue  avec l'AS Béziers avec qui il remporte deux titres de champion de France en 1983 et 1984. Puis il joue avec le RC Narbonne et le Montpellier RC.
Le 19 juin 1993, il est invité pour jouer avec le XV du Président contre les Barbarians français pour le Centenaire du rugby à Grenoble.
En décembre 2004, il devient entraîneur du SC Mazamet.

## Palmarès
Avec l'AS Béziers
- Championnat de France de première division :
  - Champion (2) : 1983 et 1984
- Coupe de France :
  - Vainqueur (1) : 1986

Avec le RC Narbonne
- Challenge Yves du Manoir :
  - Vainqueur (2) : 1990 et 1991
  - Finaliste (1) : 1992